# Koralnjaki
Koralnjaki (znanstveno ime Anthozoa) so skupina ožigalkarjev, v katero uvrščamo več kot 6.100 vrst. Za razliko od ostalih ožigalkarjev se koralnjaki pojavljajo le v obliki polipov in v življenjskem krogu nimajo stadija meduze. Polip ima obliko valja oz. čaše, pri katerem zgornji rob oz. ustno odprtino obkroža venec lovk (tentaklov), telesna votlina pa je predeljena s stenami (septi).
Latinsko ime Anthozoa izhaja iz grških besed starogrško άνθος: ánthos - cvet in starogrško ζώα: zóa - živali, tako da izraz starogrško ανθόζωα dobesedno pomeni cvetoče živali, kar se nanaša na stalno prisoten videz polipov z vencem lovk.

## Osnovne značilnosti
Velika večina koralnjakov živi pritrjenih na podlago, čeprav so recimo morske vetrnice zmožne počasnega premikanja, do česar pride razmeroma redko, npr. ob neugodnih pogojih bivanja ali po napadu plenilca. Večina jih živi v kolonijah, ki so sestavljene iz genetsko enakih polipov. Ti so med seboj povezani preko trebušno-črevesne votline in ogrodja oz. skeleta, ki je zgrajen iz apnenca ali roževini podobnega gorgonina. Kolonijskim koralnjakom, ki izločajo značilno zunanje ogrodje, pravimo tudi korale.
Razmnožujejo se na spolni in nespolni način. Na spolni način se razmnožujejo preko zunanje oploditve. Oplojeno jajčece se razvije v ličinko sploščene oblike (planulo), ki se ustali na trdi podlagi ter se preobrazi v polip, iz katerega lahko nastane kolonija preko brstenja, ki je nespolni način razmnoževanja.

## Filogenija
|  | \| \| Actiniaria \| \| \| \| \| \| Antipatharia \| \| \| \| \| \| Corallimorpharia \| \| \| \| \| \| Scleractinia \| \| \| \| \| \| Zoantharia \| \| \| \| |
|  | |
|  | Actiniaria |
|  | |
|  | Antipatharia |
|  | |
|  | Corallimorpharia |
|  | |
|  | Scleractinia |
|  | |
|  | Zoantharia |
|  | |

|  | Actiniaria       |
|  |                  |
|  | Antipatharia     |
|  |                  |
|  | Corallimorpharia |
|  |                  |
|  | Scleractinia     |
|  |                  |
|  | Zoantharia       |
|  |                  |

|  | Alcyonacea   |
|  |              |
|  | Helioporacea |
|  |              |
|  | Pennatulacea |
|  |              |

|  | Penicilaria |
|  |             |
|  | Spirularia  |
|  |             |

Koralnjake delimo na tri podrazrede, in sicer na heksokorale, oktokorale in peščene vetrnice.
Za heksokorale je značilno, da je število nepernatih lovk in trebušni žepov enako šest ali večkratniku tega števila (v grščini predpona hexa- označuje število šest). Med njih uvrščamo morske vetrnice (Actiniaria), trnaste korale (Antipatharia), mehke korale (Corallimorpharia), kamnite koralnjake in zoantarije (Zoantharia). 
Za oktokorale je značilno, da je število pernatih lovk in trebušni žepov enako osem ali večkratniku tega števila (v grščini predpona octa- označuje število osem). Med njih uvrščamo redove mehkih koral (Alcyonacea), kamor spadajo usnjate korale, žlahtne korale in gorgonije, Helioporacea, kamor spadajo modre korale, ter Pennatulacea, kamor spadajo morska peresa. 
Peščene vetrnice so na videz zelo podobne morskim vetrnicam, vendar sodijo v posebno skupino koralnjakov.